# The Shuffles
The Shuffles was een Nederlandse popgroep aan het einde van de jaren 1960 en het begin van de jaren 1970, met als frontman Albert West.

## Biografie
In 1963 trad de dan 14-jarige Albert Westelaken toe tot het Brabantse dansorkest The Shuffles, dat ontstond uit de schoolband van de Angelus Ulo en opgericht werd door bassist Hans van Liempt. De groep werd aangevuld met toetsenist Hans Sleutjes en gitarist Jos Janssens. Promotor Jan Vis ontdekte de groep en onder zijn leiding bracht de groep enkele singletjes uit. In 1969 verliet Jos Janssens de groep en hij werd vervangen door Henk van den Heuvel.
De groep werd het meest bekend met de hitsingle "Cha-La-La, I Need You", waarmee ze in 1969-1970 negentien weken in de Nederlandse Top 40 stond en een gouden plaat verdiende. Wereldwijd werden er vijf miljoen singles van verkocht. Daarna boekte de groep nog enkele kleinere successen in de Lage Landen, vooral door de uitstraling van frontman Albert Westelaken. Die verliet in 1973 de groep om een solocarrière te beginnen onder de artiestennaam Albert West. Terwijl alle andere groepsleden hun eigen weg gingen, stelde gitarist Henk van den Heuvel een nieuwe groep samen onder de naam "New Shuffles", maar die kende weinig succes en hield al snel op te bestaan.
Op zondag 22 augustus 1999 gaven The Shuffles op het Gildeplein te Rosmalen een reünie-concert.
Zondag 20 november 2011 traden The Shuffles voor de laatste keer op in Rosmalen.

## Singles
| Single met eventuele hitnotering(en) in de Nederlandse Top 40 | Datum van verschijnen | Datum van binnenkomst | Hoogste positie | Aantal weken | Opmerkingen                    |
| ------------------------------------------------------------- | --------------------- | --------------------- | --------------- | ------------ | ------------------------------ |
| Cha-la-la, I need you                                         | 1969                  | 27-09-1969            | 2               | 19           |                                |
| Bitter tears                                                  | 1970                  | 21-02-1970            | 8               | 9            |                                |
| Without you                                                   | 1970                  | 30-05-1970            | 16              | 5            |                                |
| The way music goes                                            | 1970                  | 12-09-1970            | 12              | 6            |                                |
| Teardrop on teardrop                                          | 1970                  | 12-12-1970            | 25              | 3            |                                |
| Glory glory                                                   | 1971                  | -                     | tip             | -            |                                |
| Waiting for a letter                                          | 1971                  | -                     | tip             | -            |                                |
| Sing little girl                                              | 1971                  | -                     | tip             | -            |                                |
| Sunday                                                        | 1972                  | -                     | tip             | -            | Als Albert West & The Shuffles |

| Single met hitnotering(en) in de Vlaamse Ultratop 50 | Datum van verschijnen | Datum van binnenkomst | Hoogste positie | Aantal weken | Opmerkingen |
| ---------------------------------------------------- | --------------------- | --------------------- | --------------- | ------------ | ----------- |
| Cha-La-La, I Need You                                | 1969                  | 22-11-1969            | 2               | 12           |             |
| Bitter tears                                         | 1970                  | 28-03-1970            | 11              | 5            |             |

### NPO Radio 2 Top 2000
Van The Shuffles stond alleen Cha-la-la, I need you in 1999 in de NPO Radio 2 Top 2000, op plek 1822.